# Trotteur finlandais sang-chaud
Le Trotteur finlandais sang-chaud  (finnois : Lämminverinen Ravihevonen) est un stud-book de trotteurs à sang chaud, géré en Finlande. Composite, il provient d'un apport de chevaux suédois, américains, russes et français. La race est commune en Finlande, où elle représentait 38 % du total des chevaux du pays en 2004, avec plus de 25 000 sujets recensés en 2009.

## Histoire

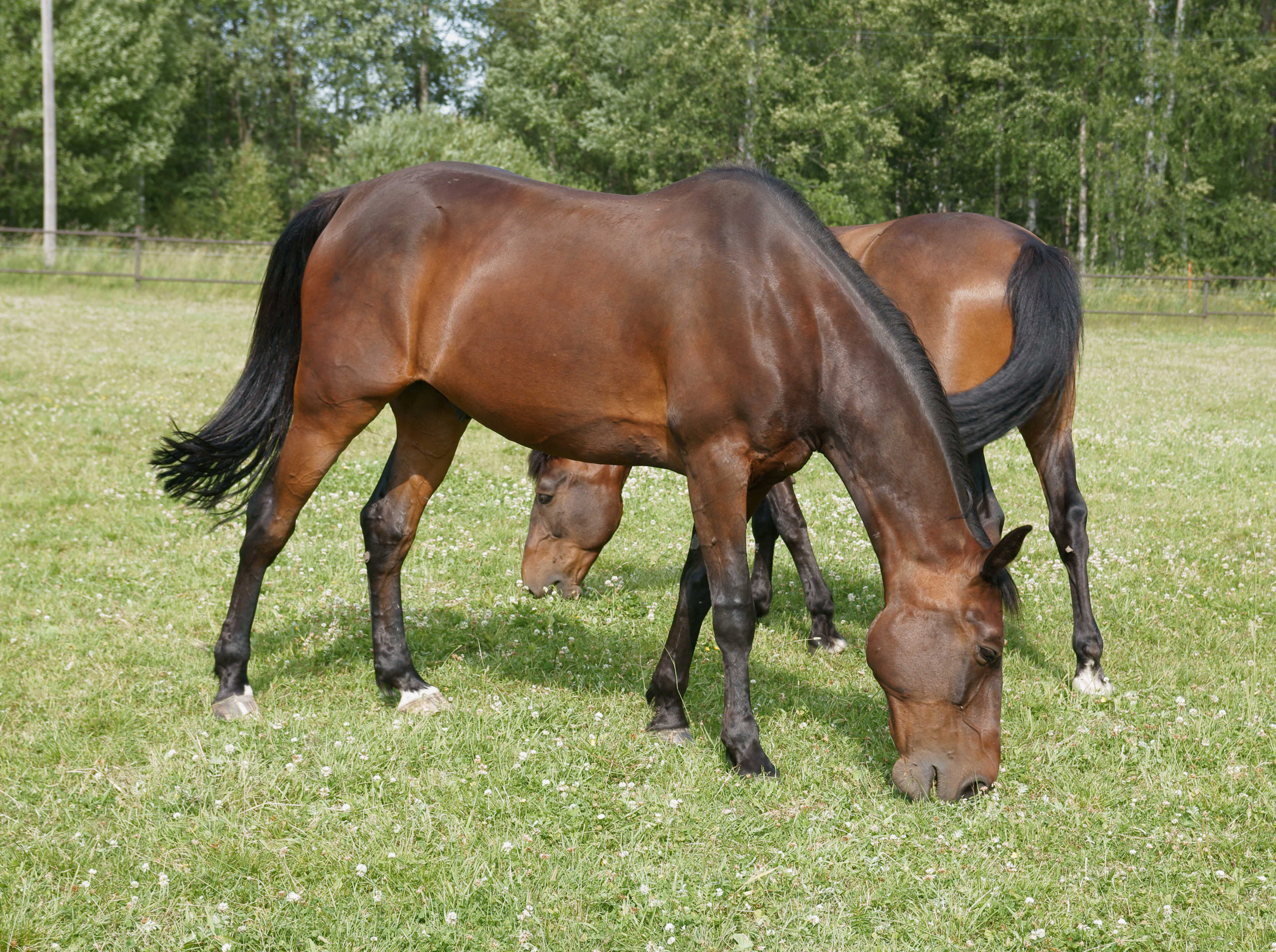
Jument Standardbred en Finlande

Le nom finnois est Lämminverinen Ravihevonen, mais cette race est aussi connue, en anglais, sous le nom de Warmblood trotter, qui signifie « trotteur sang-chaud ». La race trouve son origine dans des chevaux importés depuis la Suède dans les années 1950. Le stud-book a été créé en 1958. La race a aussi été influencée par le Standardbred (trotteur américain) et par le trotteur d'Orlov.
En 2004, cette race compte pour 38 % des chevaux élevés en Finlande,.

## Description
CAB International indique une taille moyenne de 1,57 m, tout comme la base de données DAD-IS, qui indique par ailleurs un poids moyen de 500 à 510 kg. Le stud-book de la race signale une taille moyenne de 1,55 m à 1,60 m. Les mouvements doivent être amples. 
La robe est baie, alezane ou noire,, mais toutes les couleurs sont admises. Une attention est portée sur le caractère, les chevaux devant être faciles à manipuler, et de nature compétitive. 
La sélection de la race est assurée par l'association Suomen Hippos. Une partie de la reproduction s'effectue par insémination artificielle. Les chevaux issus de croisements avec des trotteurs américains, français russes, ou d'autres stud-books de trotteurs à sang chaud, sont inscriptibles comme trotteurs finlandais sang-chaud.

## Utilisations
Ce cheval est destiné au sport hippique, et réputé pour sa vitesse de trot de course. 

## Diffusion de l'élevage
Le trotteur finlandais sang-chaud est diffusé dans toute la Finlande. L'étude menée par l'Université d'Uppsala, publiée en août 2010 pour la FAO, signalait le Finnish Warmblood Trotter comme race de chevaux locale européenne qui n'est pas menacée d'extinction. Cependant, DAD-IS indique (en 2018) que la race est rare, malgré un effectif recensé de 25 700 chevaux en 2009. 